# البروكات (أولاد سلمان)
البروكات هي إحدى مشيخات المملكة المغربية، تتبع جغرافيا لإقليم آسفي وإداريًا لأولاد سلمان. يقدر عدد سكانها بـ 5573 نسمة حسب الإحصاء الرسمي للسكان والسكنى لسنة 2004.